# Txuri-urdin
Txuri-urdin (en català: "Blanquiblau") és el nom de l'himme oficial de la Reial Societat de Sant Sebastià. Va ser creat i escrit en basc el 1970 pel mestre Ricardo Sabadie. A més txuri-urdinak (els blanquiblaus) és el sobrenom popular pel qual es coneixen els seguidors d'aquest club de futbol basc.
Al llarg de la seva història, la Reial Societat ha comptat amb diferents himnes i cançons representatives. La primera cançó de la qual es té constància que va ser dedicada a l'entitat i que, per tant, es considera el seu primer himne, va ser una marxa dedicada al club guipuscoà, composta el 27 d'abril de 1923 per Carmelo Betoré. A la dècada de 1950, el mestre Antonino Ibarrondo va compondre una marxa basca interpretada per txistularis, titulada A la Real Sociedad de San Sebastián, amb lletra de F. Ugarte. Aquesta marxa enganxosa va ser considerada l'himne de la Reial Societat fins al 1970, any en què el compositor i poeta local Ricardo Sabadie preparà un nou himne pel club presidit per José Luis Orbegozo. Als pocs anys de néixer aquest himne, la Reial Societat va viure els millors anys de la seva història, amb la conquesta de dues lligues de primera divisió i una supercopa. Així va néixer el Txuri-urdin, l'himne del club que, més de 40 anys després de la seva creació, segueix sent l'himne oficial.
L'himne està escrit íntegrament en basc i amb una senzilla lletra fa referència bàsicament al caràcter del club com a equip representatiu de Sant Sebastià i de Guipúscoa. L'himne ha conegut nombroses versions al llarg de la seva història. El mateix Sabadie va interpretar la versió original del tema; després va sorgir una versió coral interpretada pel cor mixt del Grup Eskola. La versió més popular, la considerada ja com a clàssica és, però, la que va interpretar el cantant guipuscoà Kin Laria de la banda Topolino Radio Orquesta. A la dècada de 1990 també va ser molt coneguda la versió interpretada per l'Orfeó Donostiarra, que durant alguns anys va sonar abans dels partits de la Reial Societat a l'estadi d'Anoeta.
El 1980, pocs anys després que Sabadie creés el Txuri-urdin, Imanol Urbieta, que amenitzava l'ambient de l'estadi d'Atotxa amb la banda de txistularis txikis, va donar melodia a uns versos de Xabier Amuriza creant un altre himne per al club, el conegut com a Bat, bi, hiru, lau ("Un, dos, tres, quatre") que tot i que es va convertir en molt popular, no va arribar a desbancar l'anterior que ja per llavors es trobava consolidat com a himne oficial. Amb motiu del centenari de la seva fundació, la Reial Societat va encarregar el 2009 un himne per commemorar la gesta anomenat Ehun urtez ("Per cent anys"), que va ser compost per Mikel Erentxun amb lletra del bertsolari Andoni Egaña.